# Сербохорватская Википедия
Сербохорва́тская Википе́дия (сербохорв. Srpskohrvatska Wikipedija / Српскохрватска Википедија) — раздел Википедии на сербохорватском языке, языке бывшей Югославии.

## Особенности
Авторы сами выбирают, писать статью на кириллице или на латинице, а в последнем случае придерживаться или сербской или хорватской орфографии.
Подобное «двуязычие» заметно и на главной странице, и в оформлении национального веб-интерфейса (надписи на кириллице и латинице дублируют друг друга), и даже в датах (названия месяцев одновременно приведены в двух версиях: славянские [хорватские] латиницей, и латинские [сербские] кириллицей).
Активность в разделе непропорционально мала количеству участников[прояснить], и значительная часть оной сводится к согласованиям различных вариантов орфографии в названиях статей (создание перенаправлений и т. п.).

## Статистика
По состоянию на 16 июля 2025 года количество статей в сербохорватском разделе составляет 460 923 статей. Зарегистрировано 269 460 участников, из них 385 совершили какое-либо действие за последние 30 дней, а 8 участников имеют статус администратора. Общее число правок составило 42 461 520.
Занимает 33 место по количеству статей среди всех разделов. Для сравнения: сербская Википедия занимает 23 место, хорватская — 52 место, и боснийская — 77 место.

## История
Сербохорватская Википедия была основана в январе 2002 года. Целесообразность создания этого раздела с самого начала ставилась под сомнение, однако на тот момент раздел было решено всё-таки развивать.
Тем не менее, раздел сильно отстал в своём развитии от трёх более «специфичных», отражающих более узкую норму языка и, возможно, ориентированных национально. Сербохорватский раздел был закрыт на короткое время в начале 2005 года как неактивный.
- 7 октября 2005 года — 1000 статей.
- 22 июля 2006 года — 5 тыс. статей.
- 10 апреля 2007 года — 10 тыс. статей.
- 4 ноября 2008 года — 20 тыс. статей.
- 8 ноября 2011 года — 50 тыс. статей.
- 4 июля 2012 года — 60 тыс. статей.
- 23 декабря 2012 года — 75 тыс. 152 статей.
- 20 апреля 2013 года — 80 тыс. статей.
- 25 января 2014 года — 100 тыс. статей.
- 27 июля 2014 года — 200 тыс. статей.
- 22 марта 2015 года — 300 тыс. статей.
- 20 июня 2015 года — 400 тыс. статей.

В феврале 2014 года рассматривался вопрос закрытия раздела, но его было решено оставить.